# Žipov
Žipov je obec na Slovensku, v okrese Prešov v Prešovském kraji. V roce 2011 zde žilo 280 obyvatel.

## Historie
Rozloha obce je 7,6 km2. Obcí protéká Kaňovský potok. Nejvýše položená kóta v obci má 584 m n. m. a její název je Buben. Sousedními obcemi jsou Ondrašovce, Križovany, Hrabkov, Klenov, Kvačany a Bajerov. Na základě struktury obyvatelstva obce podle věku je zjištěno, že nejvyšší počet obyvatel v roce 2015 tvořili obyvatelé v produktivním věku (15-49). Podle struktury obyvatel podle národností je zjištěno, že nejpočetnější národnost tvoří Slováci. Z náboženského hlediska v obci převládají římskokatolíci. Na základě geologické mapy největší území obce zabírají slepence, siltovce a jílovce z paleogénu. Podle mapy krajinné struktury obec v největší míře pokrývají lesy, které jsou listnatého i jehličnatého charakteru.

## Galerie

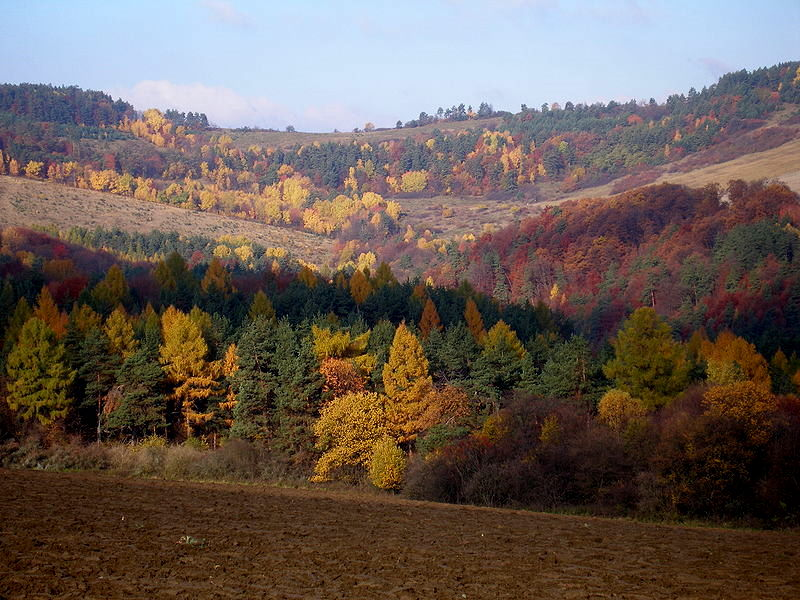
Šarišská vrchovina u Žipova
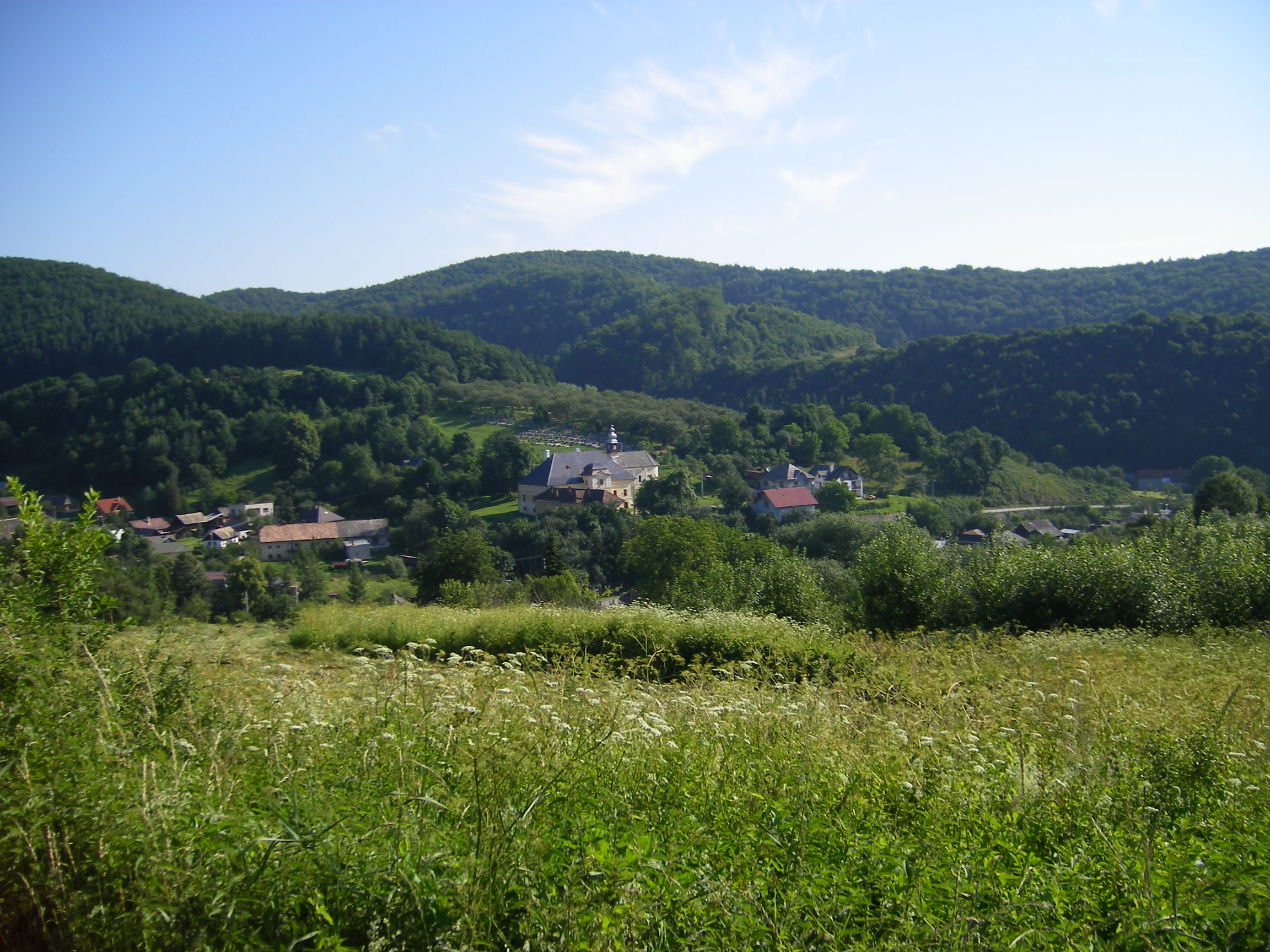
Žipov z dálky
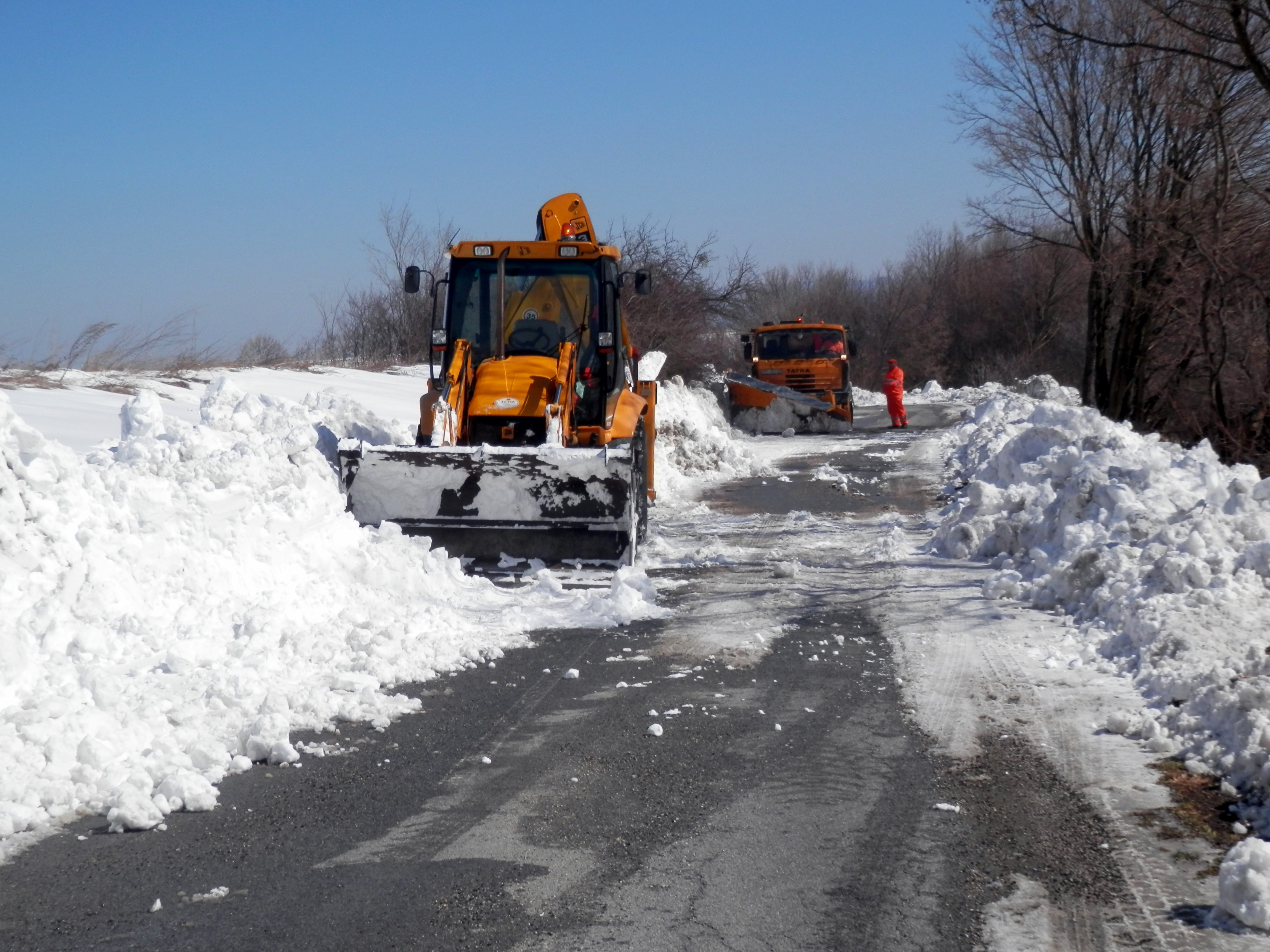
Žipov a okolí
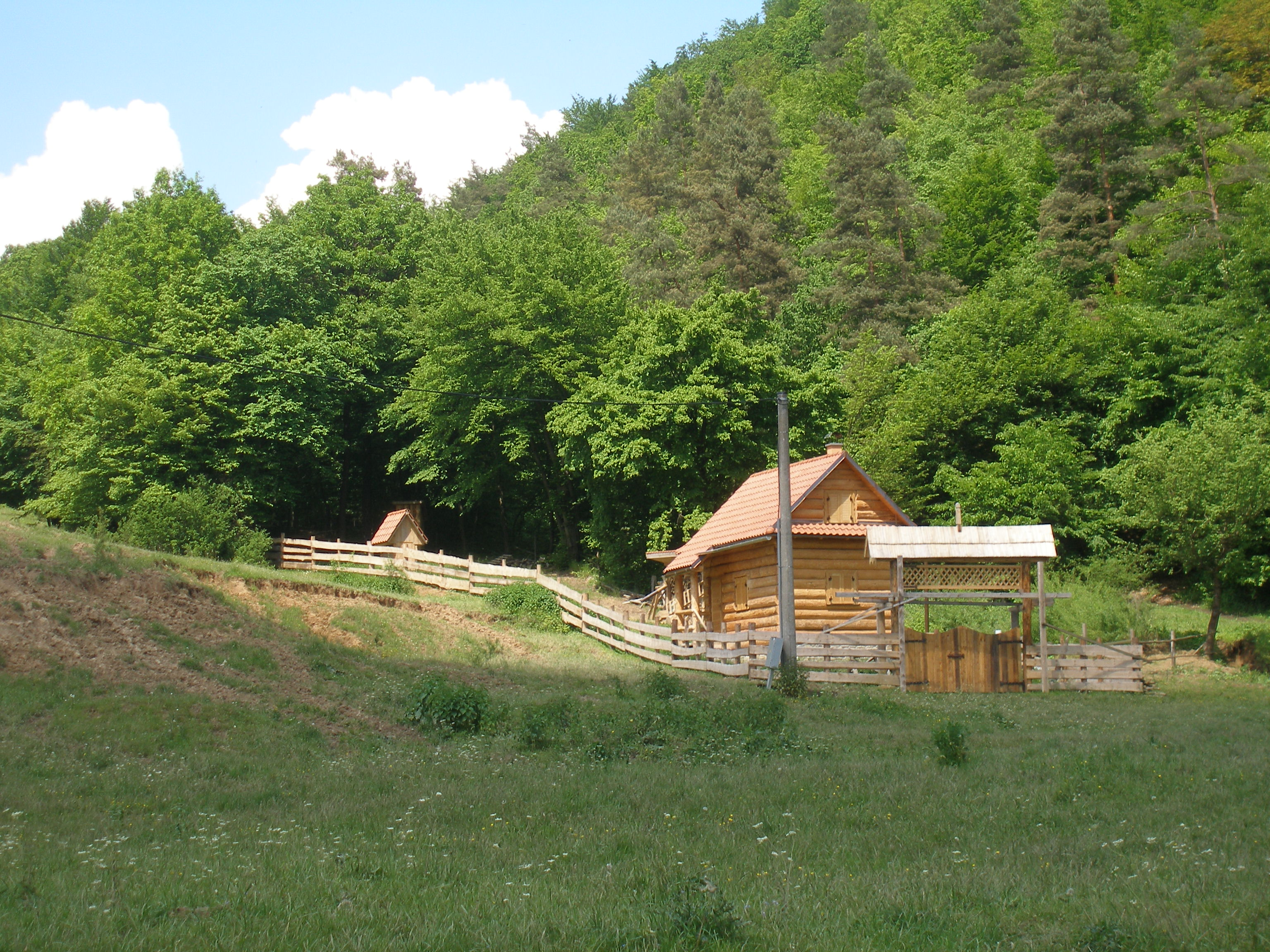
Žipov a okolí
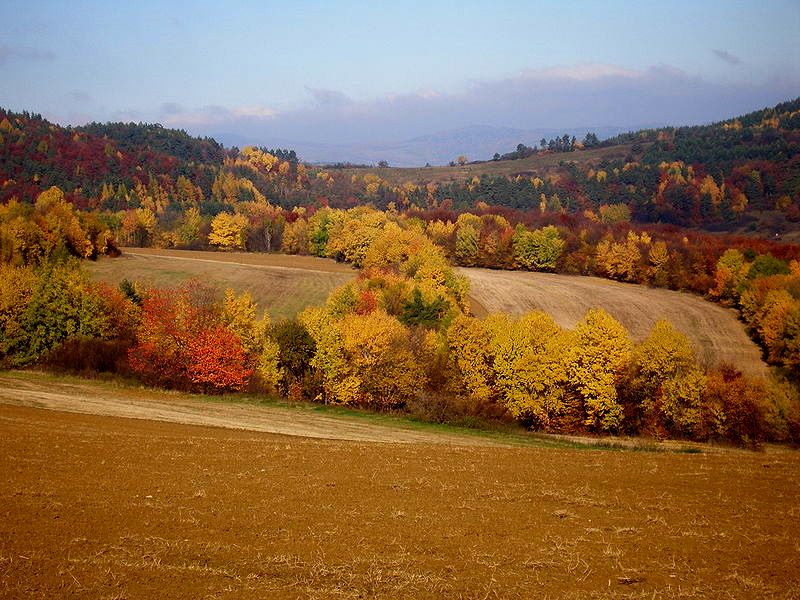
Žipov a okolí
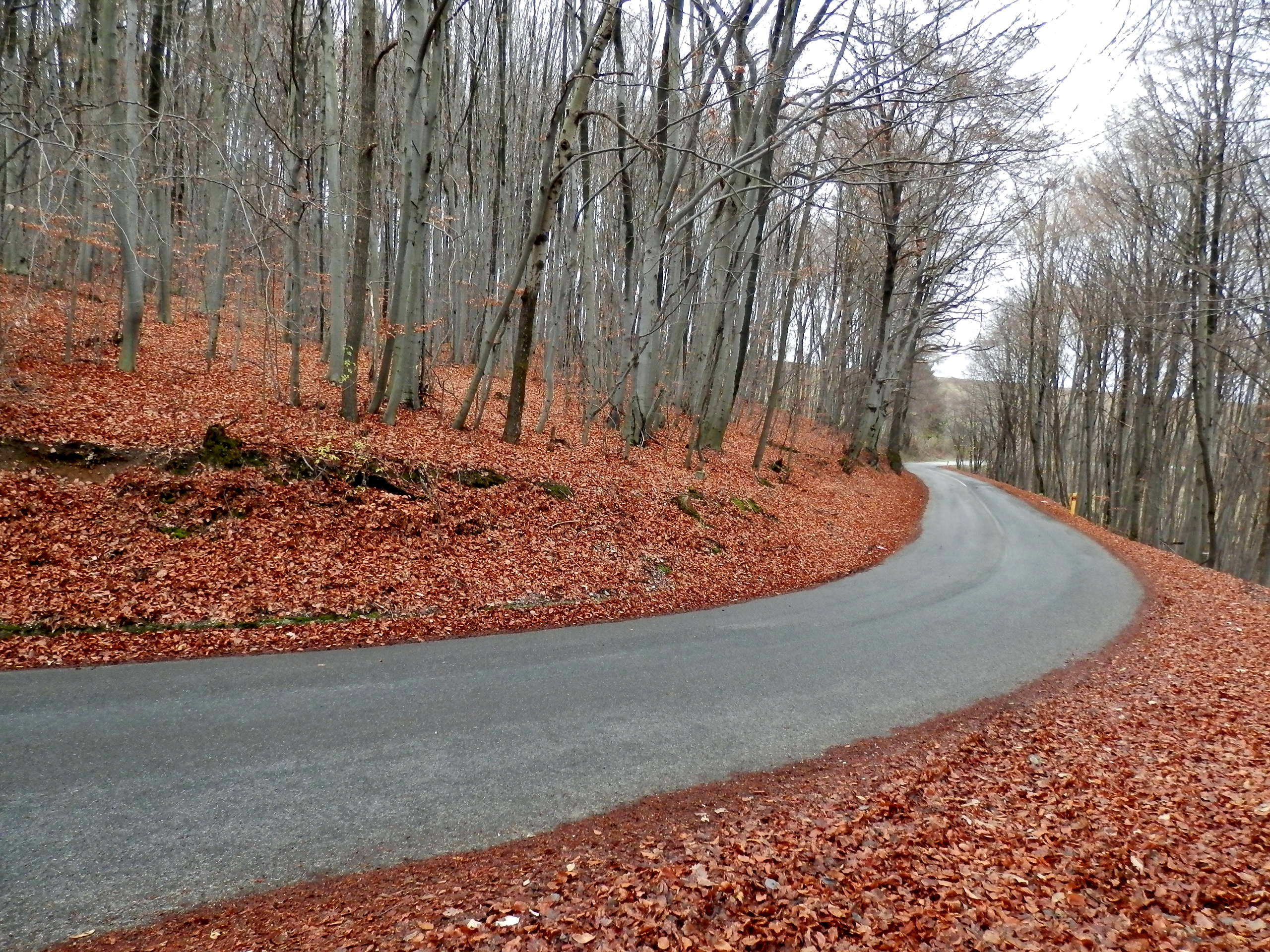
Žipov a okolí
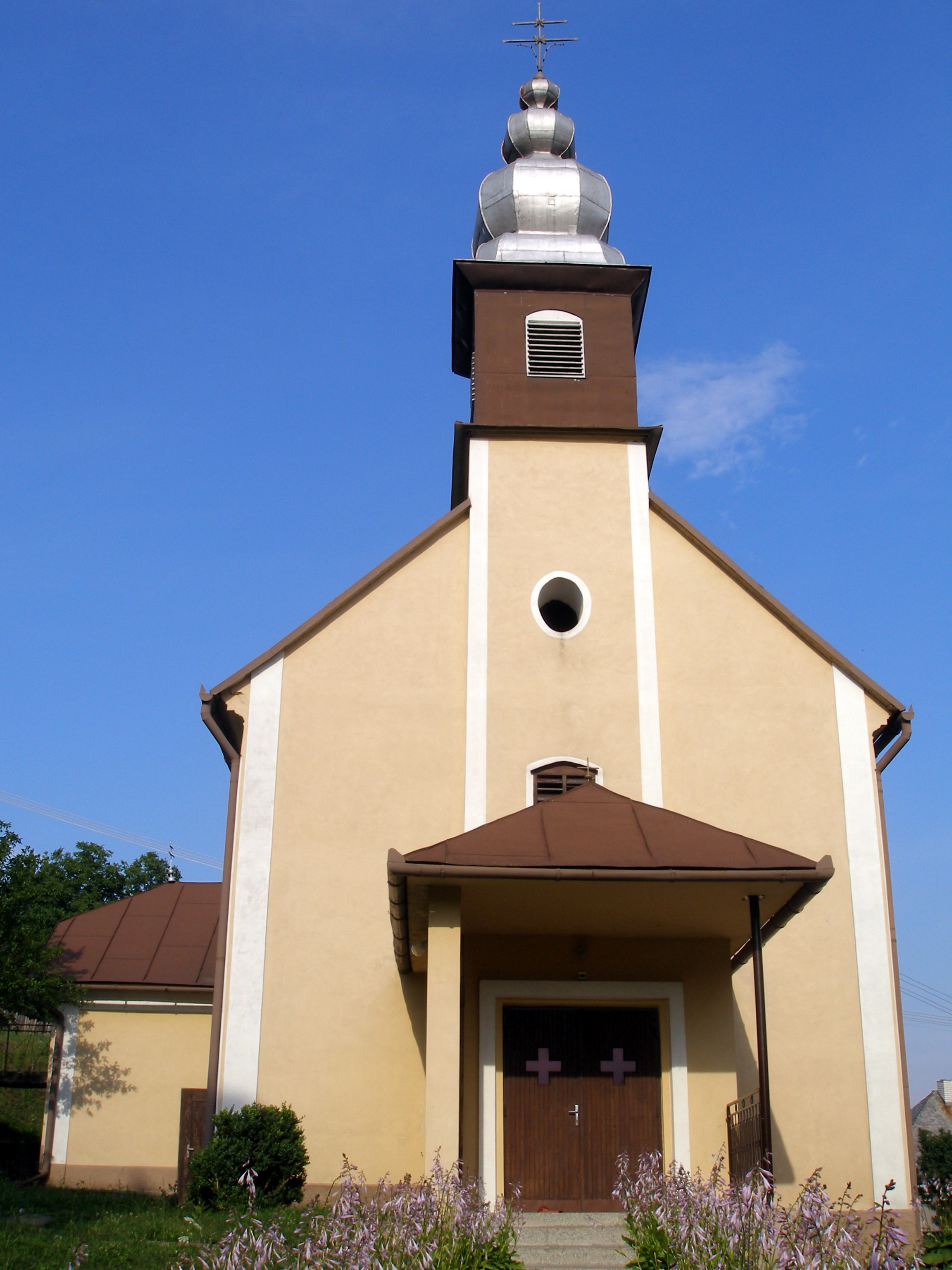
Kostel sv. Anny
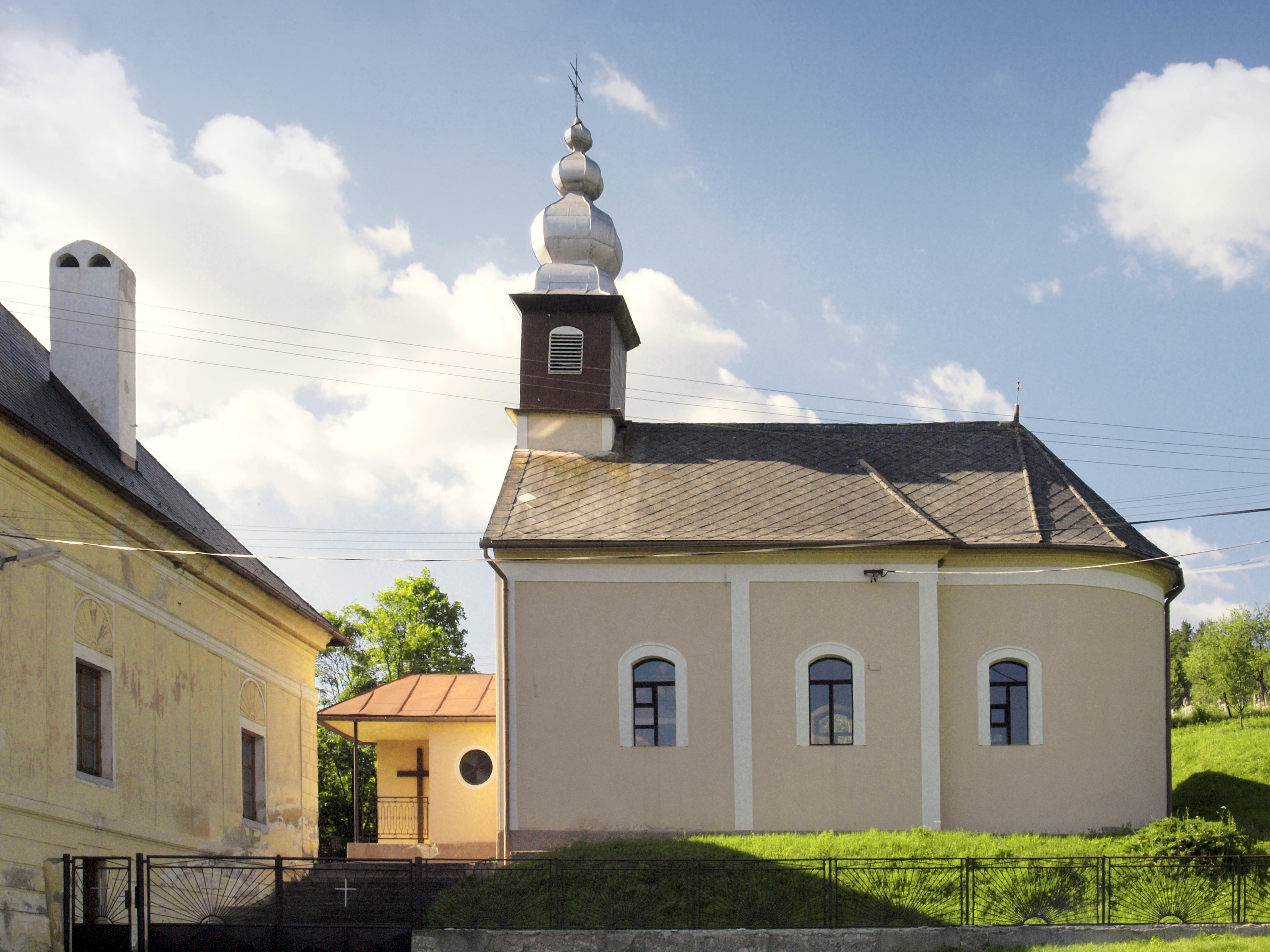
Kostel sv. Anny